# Raión de Jvastóvichi
El raión de Jvastóvichi (ruso: Хвасто́вичский райо́н) es un distrito administrativo y municipal (raión) ruso perteneciente a la óblast de Kaluga. Se ubica en el sur de la óblast. Su capital es Jvastóvichi.
En 2021, el raión tenía una población de 9888 habitantes.
El raión es limítrofe al suroeste con la óblast de Briansk y al sureste con la óblast de Oriol. Su territorio es completamente rural.
Antes de la creación de la actual óblast de Kaluga en 1944, el raión de Jvastóvichi formaba parte de la óblast de Oriol.

## Subdivisiones
Comprende 83 localidades rurales, agrupadas en los siguientes quince asentamientos rurales:
- Aldea Avdéyevka
- Pueblo Boyanovichi
- Pueblo Votkino
- Posiólok Elenski
- Pueblo Kolodiasy
- Pueblo Krásnoye
- Pueblo Kudriávets
- Pueblo Lovat
- Pueblo Miléyevo
- Aldea Nejochi
- Pueblo Penévichi
- Pueblo Podbuzhye
- Pueblo Slobodá
- Aldea Staiki
- Pueblo Jvastóvichi (la capital)